# Dimal
Дмитрий Игоревич Гуляев (22 января 1986, Севастополь, Украинская ССР), более известен под своим сценическим псевдонимом Dimal — русско-украинский хип-хоп/R’n’B исполнитель. Проживает на Мальте. Является основателем и директором лейбла Russian Muziq Mafia.

## Жизнь до начала музыкальной карьеры
Родился и вырос в Севастополе. Отец оставил мать, Светлану Аджус и Дмитрия, когда сыну было 5 лет. Дмитрий с самого детства имел страсть к уличному искусству как граффити, брейк-данс и к боевым искусствам таким как бокс и тхэквондо. В 6 лет начал учиться в музыкальной школе по классу скрипка. Начал читать рэп в возрасте 15 лет и был частью рэп-группы «Западня», был членом клана «Ключ». Ушёл из Таврического национального университета В. И. Вернадского на 3-м курсе, где учился на факультете экономики и в возрасте 19 лет переехал на Мальту.

## 2010: «Shake It» и Malta Music Awards
В самом начале 2010 года Димал выпускает свой первый сингл «Shake It», записанный при участии вокалистки Мэдди из Великобритании, который вскоре стал большим хитом что и посопутствовало хорошему старту карьеры на Мальте. Песня также стала очень популярной на Myspace и всего за 3 месяца она достигла более 3 млн прослушиваний, что чуть позже и привело к номинации Лучший Хип-Хоп/R’n’B Исполнитель на Malta Music Awards среди таких артистов как Muxu,Kristina Casolani и Tea Saliba, где в итоге он выиграл награду, которая была вручена генеральным директором MOBO Awards Канья Кинг. Так же в этом году Димал выступил на разогреве у двух международных артистов Ja Rule и Flo Rida когда те давали свои большие концерты на Мальте.

## 2011: «Go Low» и Евровидение
Сингл «Go Low», также был записан при участии вокалистки Мэддии был выпущен 17 августа 2011. Спустя несколько дней трек попал в радиоротации всех мальтийских радиостанций но продержался там всего несколько недель. Также в октябре Димал был приглашён поработать над треком к Евровидению с мальтийской певицей Деборой Си, они вместе полетели в Германию в город Мюнхен чтобы записать песню, которая была спродюсирована немецким продюсером Ральф Сигал.

## 2012: «Let’s Make It Happen» и Bay Music Awards
Летом 2012 года Димал объединился с мальтийской певицей Линзи Пач и вместе они выпустили трек «Let’s Make It Happen». Трек возглавил местные и международные радиочарты и пробился на достаточно высокие позиции в том числе на Malta Top 10 Charts, PRS Top 40 Charts, Urban Top 20 и так далее. Большинство местных и международных диджеев подхватили песню очень быстро и добавили её в свой плей-листы. Высокие позиции на всех радиостанций на Мальте на протяжении 20 недель приводят к Bay Music Awards, где Димал был номинирован как Лучший дебют. Позже песня была номинирована на другую награду как лучший сингл года на MMI Listeners Picks Poll который подсчитывается ежегодно мальтийским теле- и радиоведущим Тони Сант.

## С 2013
В январе 2013 года Димал был номинирован на Международной португальской музыкальной награде (IPMA) в двух категориях: Лучшая танцевальная песня (Let’s Make It Happen) и Приз зрительских симпатий.

## Награды
| Год  | Организация                 | Награда                                          | Результат |
| ---- | --------------------------- | ------------------------------------------------ | --------- |
| 2010 | «Malta Music Awards»        | Лучний Хип-Хоп/R’n’B Исполнитель                 | Победа    |
| 2010 | «The People’s Music Awards» | Лучший танцевальный трек                         | Номинация |
| 2010 | «The People’s Music Awards» | Лучший хип-хоп/трип-хоп/R’n’B трек               | Номинация |
| 2010 | «MMI Listeners Picks Poll»  | Лучший онлайн релиз                              | Номинация |
| 2011 | «MMI Listeners Picks Poll»  | Лучший сингл года (Go Low)                       | Победа    |
| 2012 | «MMI Listeners Picks Poll»  | Лучший сингл года (Let’s Make It Happen)         | Номинация |
| 2012 | «Bay Music Awards»          | Лучший дебют                                     | Номинация |
| 2012 | «Bay Music Awards»          | Приз зрительских симпатий                        | Номинация |
| 2013 | «IPMA»                      | Приз зрительских симпатий                        | Ожидание  |
| 2013 | «IPMA»                      | Лучшая танцевальная песня (Let’s Make It Happen) | Ожидание  |